# Pyu

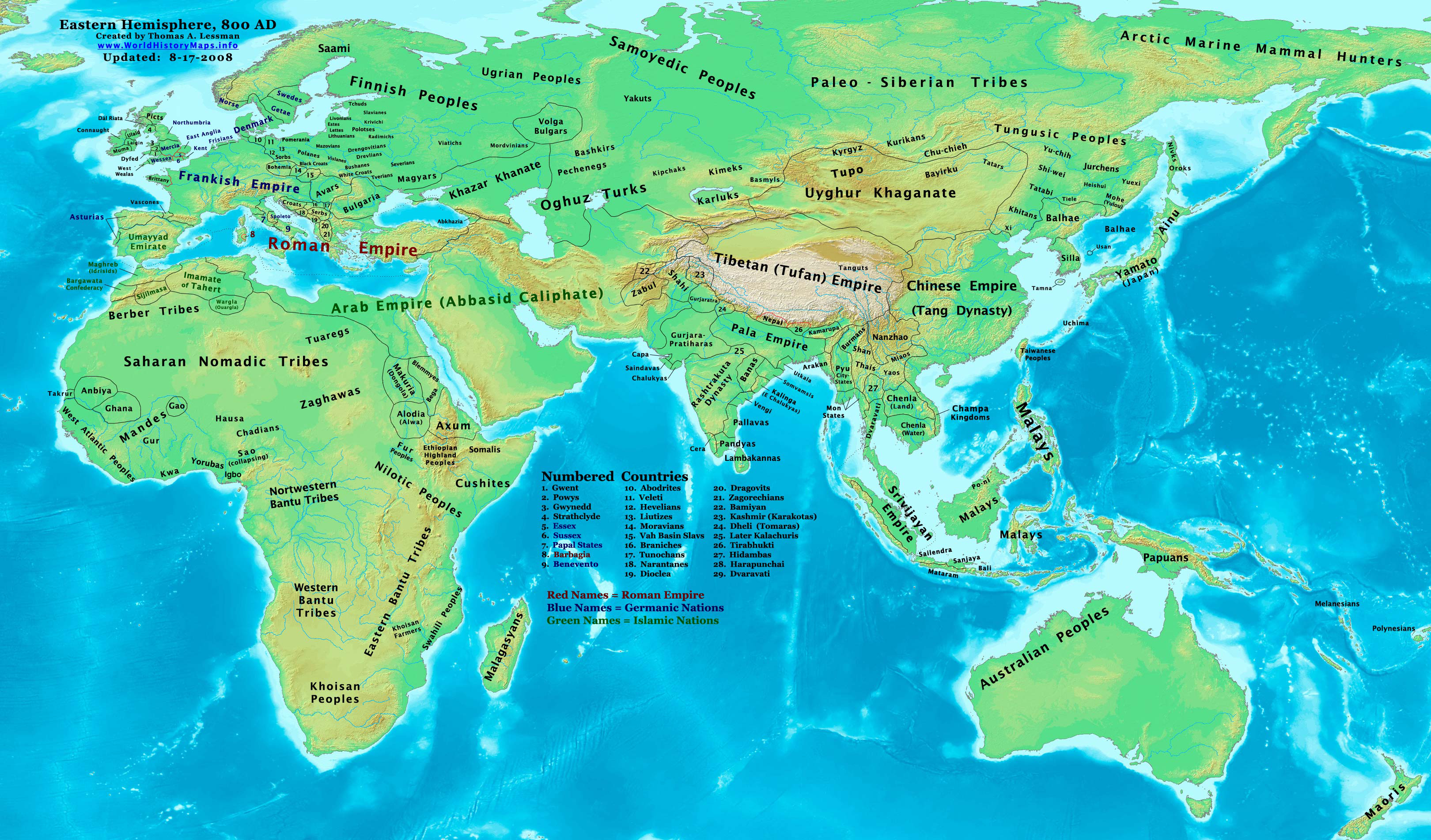
Asien im 9. Jahrhundert

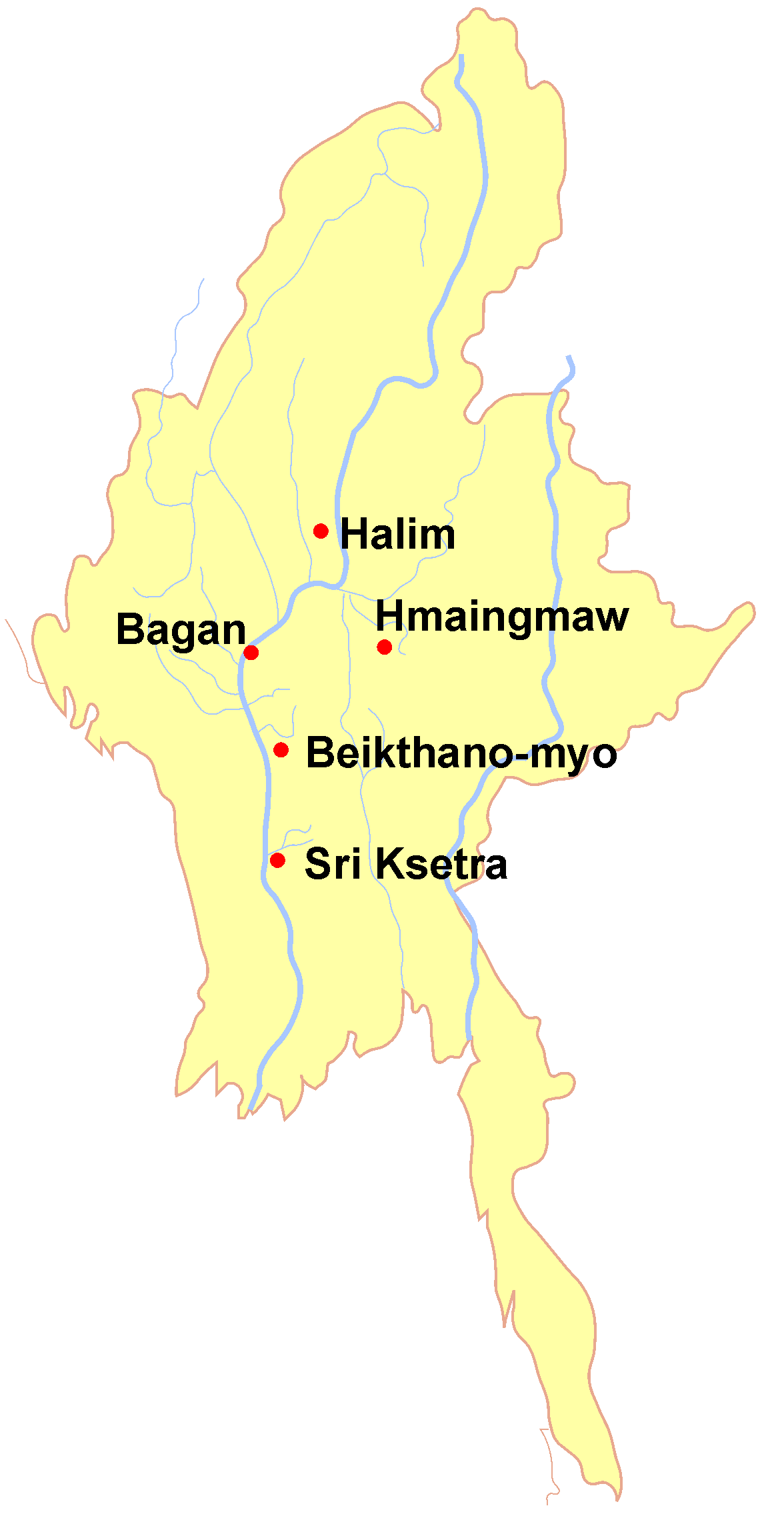
Karte der wichtigsten Pyu-Fundorte in Myanmar

Die Pyu waren ein tibeto-birmanisches Volk, das im ersten nachchristlichen Jahrtausend im heutigen Myanmar lebte. Sie entfalteten eine der frühen Hochkulturen in Südostasien.

## Anfänge
Seit der Mitte des ersten vorchristlichen Jahrtausends entwickelte sich in Myanmar eine vorgeschichtliche eisenzeitliche Kultur, die vor allem von einem Platz namens Taungthaman bekannt ist. Es gibt Anzeichen für starke soziale Differenzierungen und Fernhandel. Es ist umstritten, wie das Verhältnis dieser Kultur zur Pyu-Kultur ist. Die Angehörigen der Pyu-Kultur könnten entweder eingewandert sein oder ihre Kultur könnte sich aus der Taungthaman-Kultur entwickelt haben.
Die Pyu errichteten Stadtstaaten bei Binnaka, Mongamo, Sri Ksetra, Beikthano-myo und Halin am Mittellauf des Irrawaddy. Seit dem zweiten nachchristlichen Jahrhundert ist starker (süd)indischer Einfluss zu beobachten. Dieser gab wohl den Anstoß zur Schriftentstehung und hatte Auswirkungen auf die Kunstentwicklung. Von dort kam auch der Buddhismus, der in der Folgezeit in Myanmar dominieren sollte.

## Die Städte
Die Stadtstaaten der Pyu vereinigten sich nie zu einem Königreich und sind wohl jeweils von einem eigenen König regiert worden. Die wichtigste Quelle für das Königtum und die Regierung sind chinesische Geschichtswerke. Fan Chuo, der im 9. Jahrhundert schrieb, berichtet in seinem Manchou genannten ethnografischen Werk:
Der Name des Königs ist Maharaja. Sein engster Minister ist Mahasena. Wenn er auf eine kurze Reise geht, dann wird er in einem Korb aus goldenen Stricken getragen, bei längeren Reisen reitet er einen Elefanten. Seine Frauen und Konkubinen sind sehr zahlreich. Ihre normale Zahl ist 100.
Die Pyu werden in den chinesischen Quellen als ausgesprochen friedliebend beschrieben. Streitigkeiten sollen durch Duelle oder Bauwettstreite gelöst worden sein. Alle Kinder sollen bis zum Alter von 20 Jahren in Tempeln ausgebildet worden sein. Spätere Legenden um die Pyu beschreiben aber auch Kriegszüge, so dass man diesen chinesischen Berichten wohl mit einiger Skepsis begegnen sollte.

Rekonstruktion des Stadtplans von Halin

Die wohl erste große Stadt der Pyu war Beikthano-myo, die schon seit dem zweiten oder ersten vorchristlichen Jahrhundert bestand. Dieser Ort verlor im 5. Jahrhundert an Stellung. Die mächtigste Stadt wurde nun Sri Ksetra, die auch nach archäologischen Resten die größte Stadt der Pyu war. Ihr ummauertes Gebiet umfasste 1477 ha. Die Stadt soll nach späteren Chroniken 94 n. Chr. gegründet worden sein (nach anderen Quellen 544 v. Chr.) und wurde 656 wieder verlassen oder verlor zumindest ihre führende Bedeutung, doch galt sie auch noch nach dem Untergang der Pyu als bedeutende Stadt, die in vielen alten Legenden immer wieder erscheint. In der Bagan-Periode wurden hier weiterhin Kapellen und Tempel errichtet. Auch die wichtige burmesische Stadt Bagan ist eine Pyu-Gründung. Nachdem Sri Ksetra an Bedeutung verloren hatte, übernahm Halin eine führende Rolle unter den Pyu-Städten.
Die ummauerten Städte der Pyu sind entweder rund, wie Sri Ksetra oder rechteckig. Die rechteckige Form ist eventuell aus Indien importiert worden. In allen Städten gab es einen inneren ummauerten Palastbezirk. Die ummauerten Stadtanlagen sind dabei überraschend groß, wobei aber nicht das ganze Stadtgebiet bebaut war, sondern viele Bereiche auch als Ackerland dienten. Kloster und Stupen sind meist in bevorzugten Stadtregionen erbaut worden. Es mag sich hier um Siedlungskerne handeln.

## Wirtschaft
Die Pyu entwickelten ein komplexes Bewässerungssystem, um Landwirtschaft effektiv zu betreiben. Vor allem um die Stadtanlagen lassen sich Kanalsysteme nachweisen, die auch das Innere der Stadtanlagen mit einbezogen. Für Beikthano-myo ist vermutet worden, dass das bebaubare Land aus ca. 350 km² bestand (35.000 ha). Reis war die Nahrungsgrundlage, daneben dürften aber auch andere Gemüse, Tierhaltung und der Fischfang eine Rolle gespielt haben. Die meisten Städte liegen dabei nicht, wie später z. B. Bagan, unmittelbar am Irrawaddy, sondern etwas landeinwärts an seinen Nebenflüssen. Der Grund für diese Lage ist unbekannt, vor allem da diese Regionen im Jahresschnitt recht trocken sind. Es ist vermutet worden, dass die Ortschaften landeinwärts leichter zu verteidigen waren, als solche, die direkt am Irrawaddy gelegen hätten.
Die Pyu kannten Eisen, Bronze, Blei, Gold und Silber und waren in der Lage, diese Metalle zu verarbeiten. In den Pyu-Städten fanden sich besonders viele Eisenartefakte, die in Holzbauten (z. B. als Nägel) verwendet wurden.
Während Urnen reich mit Ornamenten verziert waren, hielt man die Gebrauchskeramik eher einfach. Eine Ausnahme stellen Gefäße mit einem mit Siegel eingestempelten Muster dar, die aus Indien importiert wurden.

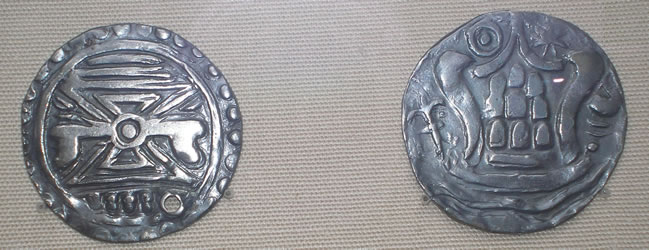
Silbermünzen der Pyu (Britisches Museum)

Die Pyu benutzten Silbermünzen. Die Währung verschwindet mit den Pyu aus Myanmar und wurde erst wieder im 17. Jahrhundert eingeführt. Die Funktion der Pyu-Münzen als solche ist jedoch nicht ganz sicher, es mag sich auch um Amulette gehandelt haben, wobei chinesische Quellen erwähnen, dass die Pyu Silbermünzen benutzten, was wiederum deren Funktion als solche untermauert.

## Religion
Die Pyu folgten wohl zunächst einer Form des Hinduismus und sind im 2. und 3. Jahrhundert Buddhisten geworden, wobei alle Inschriften auf den Theravada-Buddhismus deuten; bildliche Darstellungen lassen aber auch auf das Vorhandensein anderer Buddhasekten schließen. In Sri Ksetra gibt es Anzeichen, dass Vishnu weiterhin neben dem Buddhismus verehrt wurde. Die in Ziegeln errichteten Stupas und buddhistischen Klöster sind oftmals die besterhaltenen Baureste in den Städten.

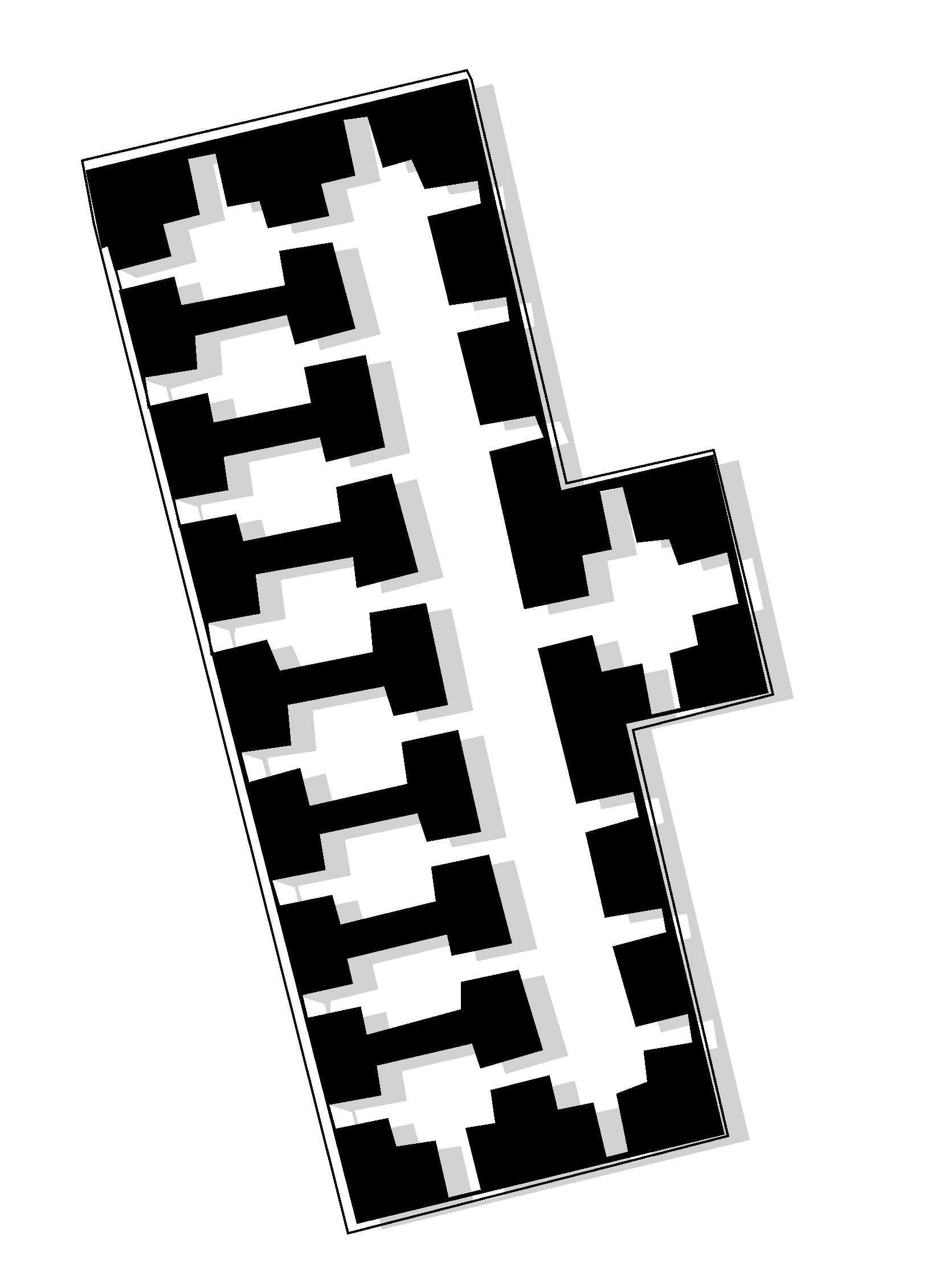
Kloster (KKG2), die Mönchszellen

Die Pyu verbrannten ihre Toten und beerdigten sie in reich dekorierten Urnen, die oftmals unter dem Fußboden in Bauten vergraben wurden, die speziell als Begräbnishäuser dienten. Andere Urnen fanden sich nahe bei Tempeln und Stupas. Die Urnen wurden oftmals in kleinen Gruppen deponiert, so dass der Anschein entsteht, dass hier Familienmitglieder zusammen beerdigt wurden. Die Urnen der Könige von Sri Ksetra sind aus Stein, beschriftet und besonders groß. In der frühen Phase der Kultur (bis zum vierten Jahrhundert) wurden den Bestatteten keine Beigaben mitgegeben. Erst ab dem fünften Jahrhundert werden kleine Votivstatuen, Votivtafeln oder Perlen neben die Urnen gelegt.

## Kunst und Architektur

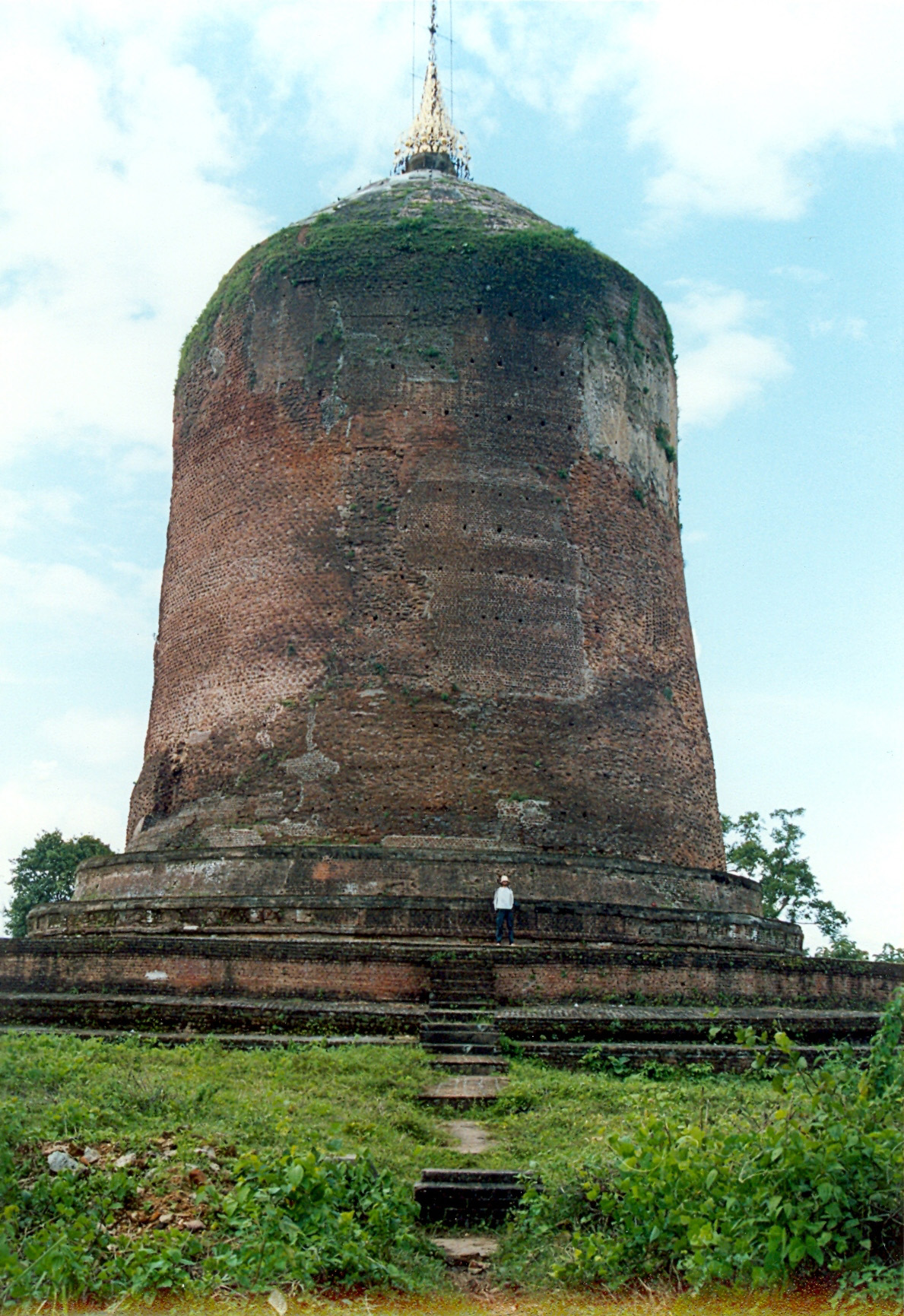
Die Bawbawgyipagode in Sri Ksetra

Aus Beikthano-myo, der ältesten Stadt der Pyu, stammen kaum Bildwerke, nur am Eingang zum Palastbezirk fanden sich Sockel von Großplastiken, die als Wächterfiguren gedient haben dürften. Die meisten Belege für Skulpturen stammen aus Sri Ksetra. Es fand sich eine große Bandbreite an Darstellungen wie auch an Techniken. So gibt es Steinskulpturen, solche aus Bronze, aber auch in Silber und Gold und in Ton (siehe Bild). Darstellungen des Buddha oder aus seinem Leben dominieren (siehe Bild). Bei den Werken in Stein handelt es sich meist um Reliefs, die Figuren haben so gut wie immer eine Rückenplatte. Werke des Hinduismus stellen fast immer Vishnu dar. In dem chinesischen Werk Man Shu wird eine hundert Fuß hohe Statue am Eingang eines Palastes beschrieben. Dies belegt das Vorhandensein von Kolossalfiguren. Neben diesen Werken der Großplastik gibt es noch viele kleinere Figuren, oftmals in Metall oder Ton, sie können kleine Stupas, Tiere, Pflanzen, aber auch Musikanten wiedergeben.
An Bauformen sind vor allem Stupas, Pagoden kleine Tempel, Totenhäuser und Klöster ergraben. Sie sind meist aus Ziegeln errichtet und teilweise mit Figuren dekoriert gewesen. Diese Gebäude tragen aber im Vergleich zu späteren Epochen wenig Bauschmuck. Dieser war entweder aus Stuck und ist daher vollkommen vergangen, oder diese Schlichtheit war ein bewusstes Stilmittel. In einigen Bauten konnten auch bescheidene Reste von Wandmalereien festgestellt werden, die immerhin diese Kunstform belegen.

## Untergang
Die Pyu wurden nach chinesischen Quellen in der Mitte des 9. Jahrhunderts von den Nanzhao vernichtet. Es wird berichtet, dass Halin erobert wurde und 3000 Einwohner in Gefangenschaft geführt wurden. Archäologische Ausgrabungen zeigen aber kaum Anzeichen für eine gewaltsame Vernichtung der Pyu-Städte. Es wird deshalb eher angenommen, dass die Kriege die Pyu schwächten, so dass in der Folgezeit die Birmanen einwandern konnten und die Pyu langsam verdrängten. Die Sprache und Teile der Kultur der Pyu sind jedoch noch bis ins 13. Jahrhundert belegt, so dass wohl nicht von einem abrupten Ende auszugehen ist.

## Welterbe-Stätten
Die Ruinen der Pyu-Städte Halin, Beikthano und Sri Ksetra wurden 2014 unter der Bezeichnung Historische Städte der Pyu in die Liste des UNESCO-Welterbes aufgenommen.

## Sprache und Schrift
Siehe Pyu (Sprache) und Pyu (Schrift).